# IIII (Robin Schulz)
IIII è il quarto album in studio del DJ tedesco Robin Schulz, pubblicato il 26  febbraio 2021.

## Tracce
1. Intro – 2:07
2. In Your Eyes (feat. Alida) – 3:28
3. Speechless (feat. Erick Sirola) – 3:34
4. Live and Let Live (feat. Sam Martin) – 3:14
5. All We Got (feat. KIDDO) – 3:10
6. Alane (con WES) – 2:55
7. Better with You (feat. Svrcina) – 3:02
8. All This Love (feat. Harloe) – 2:44
9. One More Time (con Felix Jaehn feat. Alida) – 3:19
10. Make Me Feel the Night (feat. Tyler James Bellinger) – 3:37
11. It's Only for You – 2:50
12. Kill the Fire (feat. The Leonard) – 3:04
13. Dream (feat. colour your mind) – 3:11
14. Rather Be Alone (con Nick Martin & Sam Martin) – 2:51
15. Float – 3:29
16. Feel Something (feat. SAYGRACE) – 2:50
17. Outro – 2:12